# Instituto de Tecnologia de Illinois
Instituto de Tecnologia de Illinois (Illinois Institute of Technology, comumente chamado de Illinois Tech ou IIT) é uma universidade particular localizada em Chicago, Illinois, Estados Unidos. Oferece cursos de formação em engenharia, ciência, psicologia, arquitetura, administração, comunicação, tecnologia industrial, tecnologia da informação, design e direito.